# Esdeveniment de Tunguska
L'esdeveniment de Tunguska fa referència a l'impacte d'un cometa d'alguns centenars de tones a la regió del curs mitjà del riu Tunguska Pedregós, a Evenkia (krai de Krasnoiarsk, Federació Russa) el 30 de juny de 1908. L'explosió resultant, d'entre 5 i 30 megatones, s'aixecà fins als 8 km d'alçada, arrasà més de 2.000 km² de taigà i la detectaren els sismògrafs de tot el món. L'explosió sobre la taiga siberiana oriental escassament poblada va aixafar aproximadament 80 milions d'arbres en una àrea de 2 150 km² de bosc, i els informes de testimonis suggereixen que almenys tres persones van poder haver mort a l'esdeveniment.
L'explosió generalment s'atribueix a l'explosió d'aire d'un meteoroide. Es classifica com un esdeveniment d'impacte, encara que no s'hagi trobat mai un cràter d'impacte; es creu que l'objecte es va desintegrar a una altitud de 5 a 10 quilòmetres en lloc d'haver copejat la superfície de la Terra,
Degut a la llunyania del lloc i la instrumentació limitada disponible al moment de l'esdeveniment, les interpretacions científiques modernes de la seva causa i magnitud s'han basat principalment en avaluacions de danys i estudis geològics realitzats molts anys després del fet. Els estudis han donat diferents estimacions de la mida del meteoroide, de l'ordre de 50 a 190 metres, depenent de si el cos va ingressar a baixa o alta velocitat. S'estima que l'onada de xoc de l'esclat de l'aire hauria mesurat 5,0 a l'escala de Richter, i les estimacions de la seva energia van oscil·lar entre 3 i 30 megatons de TNT. Una explosió d'aquesta magnitud seria capaç de destruir una gran àrea metropolitana.Els sismògrafs van completar registres en dues vegades la volta al món. La pols aixecada va causar un hivern més llarg del que era habitual a l'hemisferi nord i va sotmetre la part septentrional d'Àsia i Europa a una lleugera i anòmala obscuritat.
Des de l'esdeveniment de 1908, s'han publicat aproximadament mil articles acadèmics (la majoria en rus) sobre l'explosió de Tunguska. El 2013, un equip d'investigadors va publicar els resultats d'una anàlisi de micromostres d'una torbera a prop del centre de l'àrea afectada que mostra fragments que poden ser d'origen meteorític.
El fenomen no ha deixat de suscitar investigacions. A juny de 2020, un estudi publicat a Monthly Notices of the Royal Astronomical Society proposa una nova hipòtesi explicativa, on es narra que es tractaria d'un gran asteroide de ferro que hauria ingressat a l'atmosfera a una altitud relativament baixa per després tornar-ne a sortir i la seva ona de xoc va arrasar part de la superfície terrestre.
L'esdeveniment de Tunguska és el major esdeveniment registrat d'impacte a la Terra en la història, encara que s'han produït impactes molt majors en temps prehistòrics. S'ha esmentat en nombroses ocasions en la cultura popular i també ha inspirat la discussió en el món real sobre les estratègies de mitigació d'asteroides.

## Geografia del lloc

Localització aproximada de l'esdeveniment de Tunguska, a la Sibèria central

El lloc de l'esdeveniment està ubicat a l'Altiplà de la Sibèria Central, proper al riu Tunguska Pedregós (Podkámennaya Tunguska). Administrativament està ubicat al Krai de Krasnoiarsk, a Rússia, en una regió anomenada Evenkia que fins a 2007 tenia l'estatus de districte autònom.
El seu clima és un clima continental subàrtic (Dfc) caracteritzat per estius molt breus i hiverns perllongats molt rigorosos amb alta oscil·lació tèrmica estacional; amb mínimes a l'hivern de -60°C i màximes a l'estiu de fins a +40°C. El permafrost a la zona té un caràcter discontinu. El bioma dominant és la taiga, un bosc de coníferes. El riu Tunguska Pedregós discorre d'est a oest, de manera paral·lela als rius Tunguska Inferior (al nord) i Angarà (al sud), tots importants afluents del riu Ienissei. El 1995 es va crear una reserva natural de gairebé 300.000 ha que inclou la zona de l'esdeveniment.
L'ètnia evenkis (anteriorment anomenada "tungus") és originària d'aquesta regió. Evenkia és un districte amb una densitat de població molt baixa (0,02 habitants per quilòmetre quadrat). La localitat més propera al lloc de l'esdeveniment és Vanavara (a rus: Ванавара), una petita població rural que comptava l'any 2017 amb 2.906 habitants.
No hi ha carreteres que siguin transitables durant tot l'any. El principal mitjà de transport és la navegació fluvial i es realitza només unes poques setmanes a l'any.

## Història del succés

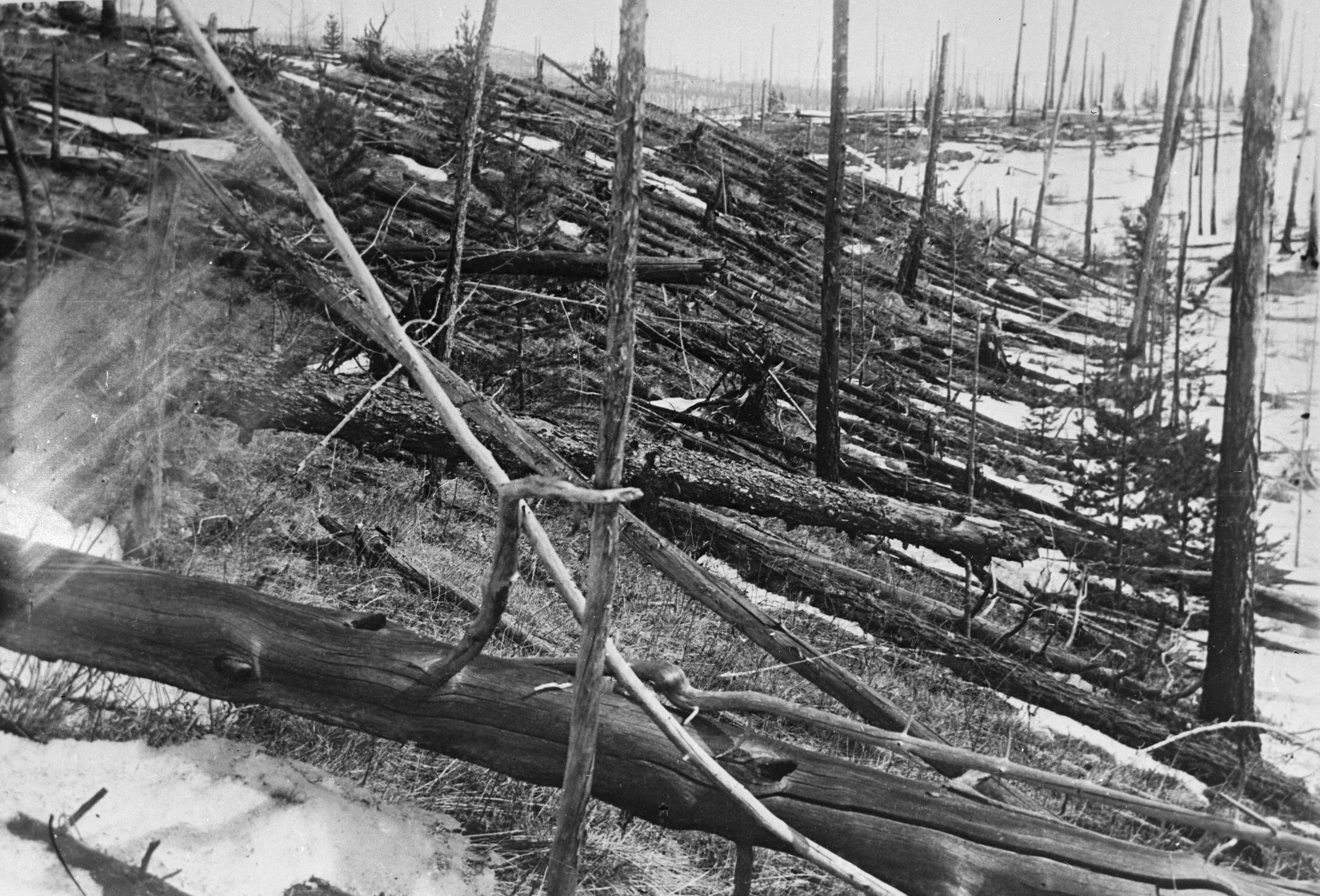
Fotografia dels camps de Tunguska, després de l'esdeveniment meteorític.

El 30 de juny de 1908 (citat a Rússia com el 17 de juny de 1908 del calendari julià, abans de la implantació del calendari soviètic l'any 1918), al voltant de les 07:17 hora local, els nadius evenkis i els colons russos als turons al nord-oest del llac Baikal van observar una columna de llum blavosa, gairebé tan brillant com el Sol, creuant el cel. Uns deu minuts després, va haver-hi una llampada i un so similar al foc d'artilleria. Testimonis presencials més propers a l'explosió van informar que la font del so es va moure de l'est al nord. Els sons van ser acompanyats per una ona de xoc que va fer caure les persones i va trencar finestres a centenars de quilòmetres de distància.
L'explosió es va registrar en estacions sísmiques a tota Euràsia, i es van detectar ones d'aire de l'explosió a Alemanya, Dinamarca, Croàcia, el Regne Unit, i fins i tot fins a Jakarta i Washington D. C. S'estima que, en alguns llocs, l'ona de l'impacte resultant va ser equivalent a un terratrèmol de magnitud 5.0 a l'escala Richter. Durant els dies següents, els cels nocturns a Àsia i Europa van brillar amb informes contemporanis de fotografies preses amb èxit a la mitjanit a Suècia i Escòcia. S'ha teoritzat que aquest efecte va ser degut al fet que la llum va passar a través de partícules de gel a gran altitud que s'havien format a temperatures extremadament baixes, un fenomen que molts anys després va ser reproduït pels transbordadors espacials. Als Estats Units, un programa del Smithsonian Astrophysical Observatory a l'Observatori de Mount Wilson a Califòrnia va observar una disminució de mesos en la transparència atmosfèrica consistent amb un augment en les partícules de pols en suspensió.

### Testimonis de l'esdeveniment
Encara que la regió de Sibèria en què va ocórrer l'explosió estava molt poc poblada el 1908, hi ha relats de l'esdeveniment de testimonis presencials que es trobaven als voltants en aquell moment. Els diaris regionals també van informar l'esdeveniment poc després que passés.
Segons el testimoniatge de S. Semenov, com va ser registrat per l'expedició del mineralogista rus Leonid Kulik el 1930:
| « | A l'hora de l'esmorzar estava assegut al costat de la casa de postes a Vanavara [aproximadament 65 quilòmetres al sud de l'explosió], mirant cap al nord. […] De sobte vaig veure que directament cap al nord, sobre la carretera Tunguska d'Onkoul, el cel es va partir en dos i va aparèixer un foc dalt i ample sobre el bosc [com va mostrar Semenov, uns 50 graus a dalt a la nota d'expedició]. La divisió al cel es va fer més gran i tot el costat nord estava cobert de foc. En aquell moment vaig notar tanta calor que no ho vaig poder suportar, com si la meva camisa estigués en flames; del costat nord, on hi havia el foc, va arribar una forta calor. Volia arrencar-me la camisa i tirar-la a terra, però després el cel es va tancar i va sonar un cop fort i em van llançar uns metres. Vaig perdre el sentit per un moment, però més tard la meva dona va sortir corrent i em va portar a casa. Després d'aquell soroll, com si caiguessin roques o disparessin canons, la Terra es va sacsejar, i quan vaig estar a terra, vaig pressionar el meu cap cap avall, tement que les roques l'esclafessin. Quan el cel es va obrir, el vent calent va córrer entre les cases, com dels canons, que van deixar rastres a terra com a camins, i van danyar alguns cultius. Més tard vam veure que moltes finestres estaven trencades, i al graner, una part del pany de ferro es va trencar. | » |

Testimoni de Chuchan de la tribu Shanyagir, segons el registrat per I. M. Suslov el 1926:
| « | Teníem una cabana al costat del riu amb el meu germà Chekaren. Estàvem dormint. De sobte, tots dos ens despertem alhora. Algú ens va empènyer. Escoltem xiulets i sentim un fort vent. Chekaren va dir: "Pots sentir tots aquests ocells volant per sobre?". Tots dos érem a la cabana, no podia veure el que estava passant fora. De sobte, em van empènyer de nou, aquesta vegada amb tanta força que vaig caure al foc. Em vaig espantar. Chekaren també es va espantar. Vam començar a plorar per pare, mare, germà, però ningú no va respondre. Hi va haver soroll més enllà de la cabana, vam poder escoltar la caiguda dels arbres. Chekaren i jo vam sortir dels nostres sacs de dormir i vam voler sortir corrent, però llavors un tro ens va colpejar. Aquest va ser el primer tro. La Terra va començar a moure's i a sacsejar-se, el vent va copejar la nostra cabana i la va enderrocar. El meu cos va ser empès cap avall per pals, però el meu cap estava clar. Aleshores vaig veure una meravella: els arbres queien, les branques cremaven, es posava molt brillant, com puc dir això? Com si hi hagués un segon sol, em feien mal els ulls, fins i tot els vaig tancar. Era com el que els russos anomenen llamp. I immediatament va haver-hi un fort tro. Aquest va ser el segon tro. El matí era assolellat, no hi havia núvols, el nostre sol brillava com sempre, i de sobte va arribar una altra ona. Chekaren i jo vam tenir algunes dificultats per sortir de sota les restes de la nostra cabana. Després vam veure això a dalt, però en un lloc diferent, hi va haver una altra llampada i es van sentir forts trons. Aquest va ser el tercer tro. El vent va tornar a venir, ens va fer caure, va copejar els arbres caiguts. Observem els arbres caiguts, vam veure com s'arrencaven les copes dels arbres, vam observar els focs. De sobte, Chekaren va cridar: "Mira cap amunt" i va assenyalar amb la mà. Vaig mirar allà i vaig veure una altra llampada, i va fer un altre tro. Però el soroll era menor que abans. Aquest va ser el quart cop, com un tro normal. Ara recordo bé que també hi va haver un tro més, però va ser petit, i en algun lloc llunyà, on el Sol s'adorm. | » |

Extracte del diari Sibir, 2 de juliol de 1908:
| « | Al matí del 17 de juny, al voltant de les 9:00, observem una ocurrència natural inusual. Al poble de Karelinski del nord [200 verstas al nord de Kirensk], els pagesos van veure al nord-oest, bastant per sobre de l'horitzó, un cos celestial de color blanc blavós estranyament brillant (impossible de veure), que durant 10 minuts es va moure cap avall. El cos va aparèixer com un "tub", és a dir, un cilindre. El cel no tenia núvols, només es va observar un petit núvol fosc a la direcció general del cos brillant. Feia calor i estava sec. A mesura que el cos s'acostava a terra (bosc), el cos brillant semblava tacar-se, i després es va convertir en una onada gegant de fum negre, i es va sentir un fort cop (no un tro) com si caiguessin grans pedres o es disparés artilleria. Tots els edificis van tremolar. Alhora, el núvol va començar a emetre flames de formes incertes. Tots els vilatans es van espantar de pànic i van sortir als carrers, les dones van plorar, pensant que era la fi del món. Mentrestant, l'autor d'aquestes línies era al bosc a unes 6 verstes al nord de Kirensk i va escoltar al nord-est una mena de bombardeig d'artilleria, que es va repetir en intervals de 15 minuts com a mínim 10 vegades. A Kirensk, en alguns edificis a les parets orientades al nord-est, el vidre de la finestra es va sacsejar. | » |

Extracte del diari Siberian Life, 27 de juliol de 1908:
| « | Quan va caure el meteorit, es van observar fortes tremolors a terra, i a prop del llogaret Lovat de Kansk uezd es van sentir dues fortes explosions, com d'artilleria de gran calibre. | » |

Diari Krasnoyaretz, 13 de juliol de 1908:
| « | Kezhemskoe. El dia 17 es va observar un esdeveniment atmosfèric inusual. A les 7:43 es va sentir el soroll semblant a un fort vent. Immediatament després va sonar un cop horrible, seguit d'un terratrèmol que literalment va sacsejar els edificis com si fossin copejats per un gran tronc o una roca pesada. El primer cop va ser seguit per un segon, i més tard un tercer. Després, l'interval entre el primer i el tercer cop va ser acompanyat per un soroll subterrani inusual, similar a un ferrocarril en què viatgen dotzenes de trens alhora. Posteriorment, durant 5 a 6 minuts es va sentir una semblança exacta del foc d'artilleria: 50 a 60 salves en intervals curts i iguals, que es van afeblir progressivament. Després d'1.5 a 2 minuts després d'un dels "bombardeigs", es van sentir sis cops més, com a trets de canó, però individuals, forts i acompanyats de tremolors. El cel, a primera vista, semblava estar clar. No hi havia vent ni núvols. Després d'una inspecció més propera cap al nord, és a dir, on es van sentir la major part dels cops, es va veure una mena de núvol de cendra a prop de l'horitzó, que es va fer més petita i més transparent i possiblement al voltant de les 14:00- 15:00 completament desaparegut. | » |

La trajectòria de Tunguska i les ubicacions de cinc llogarets projectades en un pla normal a la superfície de la Terra i que passen pel camí d'aproximació de la bola de foc. L'escala és definida per una altura inicial adoptada de 100 km. Se suposen tres angles zenitals ZR del radiant aparent i les trajectòries traçades per les línies contínua, discontínua i puntejada, respectivament. Les dades entre parèntesis són les distàncies de les ubicacions des del pla de projecció: un signe més indica que la ubicació és al sud-sud-oest de l'avió; un signe menys, nord-nord-est a l'est. La transliteració dels noms dels llogarets en aquesta figura i el text és consistent amb la del Document I i difereix una mica de la transliteració en els atles mundials actuals.

## Investigacions científiques
No va ser fins més d'una dècada després de l'esdeveniment que es va realitzar una anàlisi científica de la regió, en part a causa de l'aïllament de l'àrea i en part per les crisis polítiques que afectaven Rússia durant principis del segle xx. L'any 1921, el mineralogista rus Leonid Kulik va dirigir un equip a la conca del riu Tunguska Pedregós per realitzar una enquesta per a l'Acadèmia de Ciències de la Unió Soviètica. Tot i que mai van visitar l'àrea central de l'explosió, els nombrosos comptes locals de l'esdeveniment van portar Kulik a creure que l'explosió havia estat causada per un impacte de meteorit gegant. En tornar, va persuadir el govern soviètic perquè financés una expedició a la zona d'impacte sospitosa, basant-se en la perspectiva de salvar el ferro meteòric.

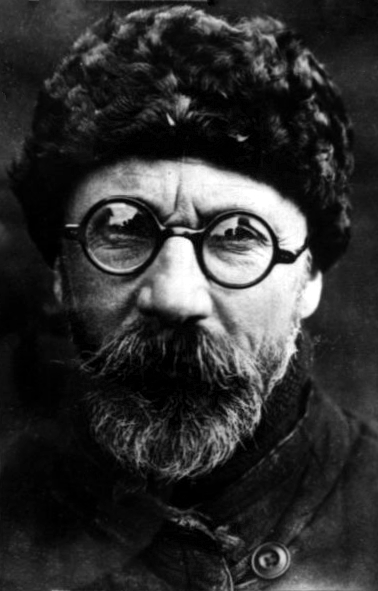
Leonid Alekseyevich Kulik, expert en mineralogia, principal investigador del bòlid de Tunguska.

Kulik va dirigir una expedició científica al lloc de l'explosió de Tunguska el 1927. Va contractar els caçadors evenkis locals per guiar el seu equip al centre de l'àrea de l'explosió, on esperaven trobar un cràter d'impacte. Per sorpresa seva, no es va trobar cap cràter a la zona zero. Al seu lloc, van trobar una zona, d'aproximadament 8 quilòmetres de diàmetre, on els arbres estaven socarrimats i desproveïts de branques, però encara dempeus. Els arbres més distants del centre havien estat parcialment cremats i enderrocats en una direcció allunyada del centre, creant un gran patró radial d'arbres caiguts.
A la dècada de 1960, es va establir que la zona de bosc afectat ocupava una àrea de 2,150 km², la seva forma s'assembla a una gegantina papallona d'àliga estesa amb una "envergadura" de 70 km i una "longitud del cos" de 55 km. Després d'un examen més detallat, Kulik va localitzar forats que va concloure erròniament que eren forats de meteorits; en aquell moment no tenia els mitjans per excavar els forats.
Durant els següents 10 anys, hi va haver tres expedicions més a la zona. Kulik va trobar diverses dotzenes de petits pantans de "sots", cadascun de 10 a 50 metres de diàmetre, que va pensar que podrien ser cràters meteòrics. Després d'un laboriós exercici per drenar un d'aquests pantans (l'anomenat "cràter de Suslov", de 32 m de diàmetre), va trobar un vell tocó d'arbre al fons, descartant la possibilitat que fos un cràter meteòric. El 1938, Kulik va organitzar un estudi fotogràfic aeri de l'àrea. que cobreix la part central del bosc afectat (250 quilòmetres quadrats) Els negatius originals d'aquestes fotografies aèries (1.500 negatius, cadascun de 18 per 18 centímetres) van ser cremats el 1975 per ordre de Yevgeny Krinov, llavors President del Comitè de Meteorits de l'Acadèmia de Ciències de l'URSS, com a part d'una iniciativa per eliminar la pel·lícula de nitrat perillosa. Es van conservar impressions positives per al seu posterior estudi a la ciutat siberiana de Tomsk.
Les expedicions enviades a l'àrea a les dècades de 1950 i 1960 van trobar esferes microscòpiques de silicat i magnetita als tamisos del sòl. Es van pronosticar esferes similars als arbres talats, encara que no es van poder detectar per mitjans contemporanis. Expedicions posteriors van identificar tals esferes a la resina dels arbres. L'anàlisi química va mostrar que les esferes contenien altes proporcions de níquel en relació amb el ferro, que també es troba en meteorits, cosa que porta a la conclusió que són d'origen extraterrestre. També es va trobar que la concentració de les esferes a diferents regions del sòl és consistent amb la distribució esperada de runes d'un esclat d'aire meteoroide. Estudis posteriors de les esferes van trobar proporcions inusuals de nombrosos altres metalls en relació amb el medi ambient circumdant, cosa que es va prendre com a evidència addicional del seu origen extraterrestre.
L'anàlisi química de les torberes de l'àrea també va revelar nombroses anomalies considerades consistents amb un esdeveniment d'impacte. Es va trobar que l'isòtop traçador de carboni, hidrogen i nitrogen a la capa dels pantans corresponents a 1908 eren inconsistents amb les proporcions isotòpiques mesurades en les capes adjacents, i aquesta anormalitat no es va trobar als pantans ubicats fora de l'àrea. La regió dels pantans que mostra aquestes firmes anòmales també conté una proporció inusualment alta d'iridi, similar a la capa d'iridi que es troba al límit Cretaci-Paleogen. Es creu que aquestes proporcions inusuals són el resultat de la runa del cos que cau que es va dipositar als pantans. Es creu que el nitrogen es va dipositar en forma de pluja àcida, una possible conseqüència de l'explosió.
L'investigador John Anfinogenov ha suggerit que una roca trobada al lloc de l'impacte, coneguda com la pedra de John, és un romanent del meteorit., però l'anàlisi d'isòtops d'oxigen de la quarcita suggereix que és d'origen hidrotermal, i probablement relacionada amb el magmatisme de les trapps siberianes pèrmic-triàsic.

### Model d'impacte a la Terra
La principal explicació científica de l'explosió és l'explosió d'aire d'un asteroide a 6-10 km sobre la superfície de la Terra.

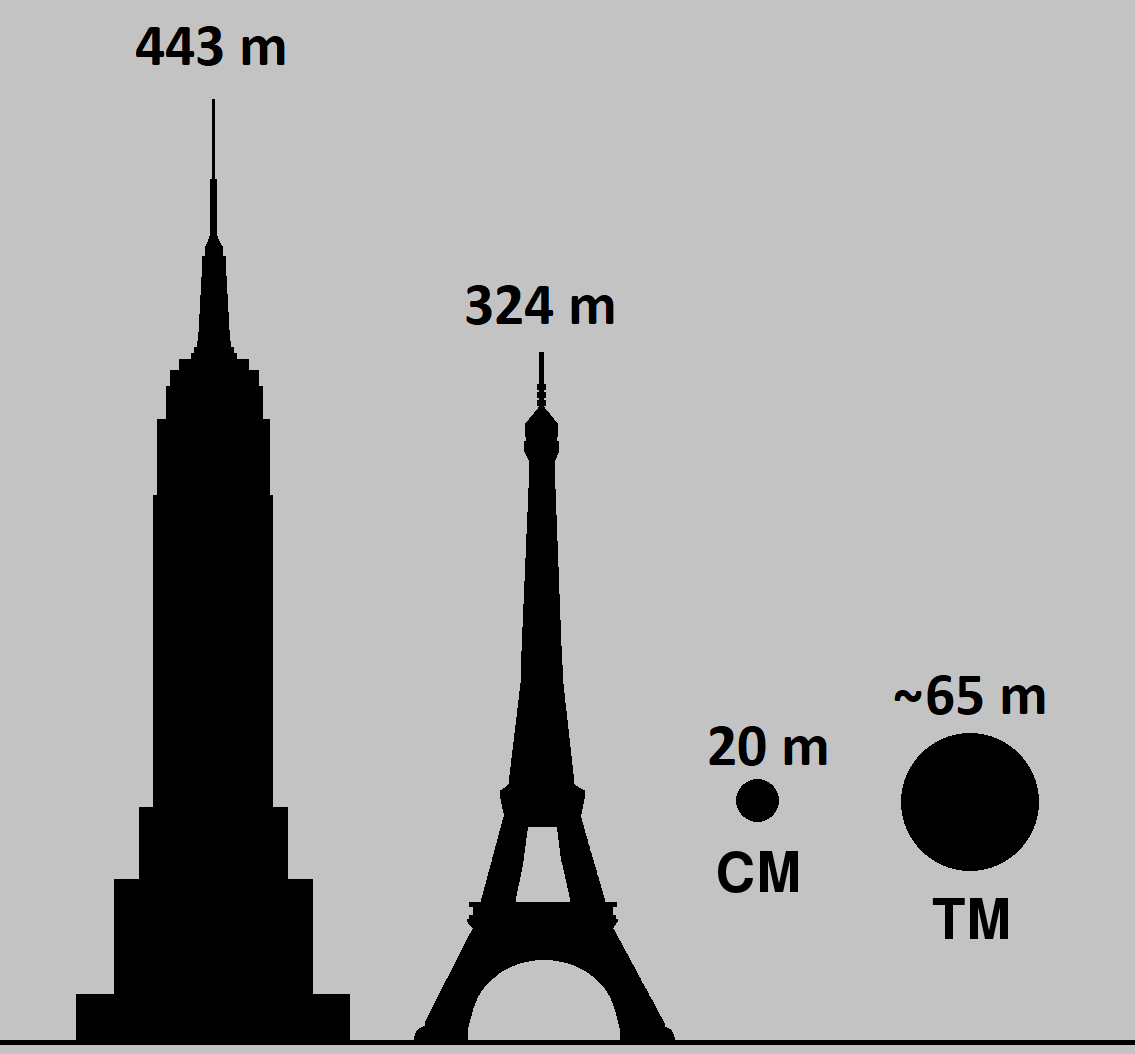
Comparació de possibles mides de meteorits Tunguska (marca TM) i Txeliàbinsk (CM) amb la Torre Eiffel i l'Empire State Building.

Els meteorits ingressen a l'atmosfera de la Terra des de l'espai exterior cada dia, viatjant a una velocitat d'almenys 11 km/s. La calor generada per la compressió de l'aire davant del cos (pressió de l'ariet) a mesura que viatja a través de l'atmosfera és immensa i la majoria dels meteorits es cremen o exploten abans d'arribar a terra. Les primeres estimacions de l'energia de l'esclat d'aire de Tunguska van variar de 10 a 15 megatones de TNT (42–63 petajulis) a 30 megatones de TNT (130 PJ), depenent de l'alçada exacta de l'explosió com s'estima quan s'utilitzen les lleis d'escala dels efectes de les armes nuclears. Els càlculs més recents que inclouen l'efecte de l'impuls de l'objecte troben que es va concentrar més energia cap avall del que seria el cas d'una explosió nuclear i estimen que l'explosió d'aire va tenir un rang d'energia de 3 a 5 megatones de TNT (13 a 21 PJ). L'estimació de 15 megatones (Mt) representa una energia aproximadament 1 000 vegades més gran que la emprada amb la bomba d'Hiroshima, i aproximadament igual a la de la prova nuclear Castle Bravo dels Estats Units en 1954 (que va mesurar 15,2 Mt) i un terç de la prova de la Bomba del Tsar de la Unió Soviètica el 1961. Un article de 2019 suggereix que el poder explosiu de l'esdeveniment de Tunguska podria haver estat del voltant de 20-30 megatones.
Des de la segona meitat del segle xx, el monitoratge proper de l'atmosfera de la Terra a través de l'observació d'infrasons i satèl·lits ha demostrat que esclats d'asteroides amb energies comparables a les de les armes nuclears tenen lloc rutinàriament, encara que esdeveniments de la mida de Tunguska, de l'ordre de 5-15 megatones són molt més estranys. Eugene Shoemaker va estimar que els esdeveniments de 20 quilotones ocorren anualment i que els esdeveniments de la mida de Tunguska ocorren aproximadament una vegada cada 300 anys. Estimacions més recents ubiquen esdeveniments de la mida de Tunguska aproximadament una vegada cada mil anys, amb una mitjana de ràfegues d'aire de 5 quilòmetres una vegada a l'any. Es creu que la majoria d'aquestes explosions d'aire són causades per impactes d'asteroides, a diferència dels materials cometaris mecànicament més febles, en funció de les profunditats de penetració típiques a l'atmosfera de la Terra. L'explosió d'aire d'asteroide més gran que es va observar amb instruments moderns va ser l'Esdeveniment de Txeliàbinsk de 500 quilotones l'any 2013, que va destrossar finestres i va produir meteorits.

#### Patró d'explosió
L'efecte de l'explosió en els arbres a prop de l'hipocentre de l'explosió va ser similar als efectes de l'Operació Blowdown. Aquests efectes són causats per l'ona expansiva produïda per grans explosions d'aire. Els arbres directament sota l'explosió es desposseeixen a mesura que l'ona expansiva es mou verticalment cap avall, però romanen drets, mentre que els arbres més allunyats són derrocats perquè l'ona expansiva es desplaça més a prop de l'horitzontal quan els arriba.
Els experiments soviètics realitzats a mitja dècada de 1960, amb boscos model (fets de fòsfors en estaques de filferro) i petites càrregues explosives lliscades cap avall sobre els cables, van produir patrons d'explosió en forma de papallona similars al patró trobat al lloc de Tunguska. Els experiments van suggerir que l'objecte s'havia acostat en un angle d'aproximadament 30 graus des del terra i 115 graus des del nord i havia explotat a l'aire.

#### Asteroide o estel?
L'any 1930, l'astrònom britànic F. J. W. Whipple va suggerir que el cos de Tunguska era un petit cometa. Un estel està compost de pols i volàtils, com ara gel d'aigua i gasos congelats, i es podria haver vaporitzat completament per l'impacte amb l'atmosfera de la Terra, sense deixar rastres obvis. La hipòtesi del cometa va ser recolzada pels cels brillants (o "resplendors del cel" o "nits brillants"), observats a Euràsia durant diverses nits després de l'impacte, que possiblement s'expliquen per la pols i el gel que s'havia dispersat des de la cua del cometa a la part superior de l'atmosfera. La hipòtesi cometària va tenir una acceptació general entre els investigadors soviètics de Tunguska a la dècada de 1960.
L'any 1978, l'astrònom eslovac Ľubor Kresák va suggerir que el cos era un fragment del cometa Encke. Aquest és un estel periòdic amb un període extremadament curt de tres anys que roman completament dins de l'òrbita de Júpiter. També és responsable de Beta Tauridas, una pluja de meteorits anual amb una activitat màxima al voltant del 28 al 29 de juny. L'esdeveniment de Tunguska va coincidir amb l'activitat màxima d'aquesta pluja i la trajectòria aproximada de l'objecte de Tunguska és consistent amb el que s'esperaria d'un fragment de l'estel Encke. Ara se sap que cossos d'aquest tipus exploten a intervals freqüents de desenes a centenars de quilòmetres sobre el terra. Els satèl·lits militars han estat observant aquestes explosions durant dècades. Durant l'any 2019, els astrònoms van buscar asteroides hipotètics d'uns 100 metres de diàmetre de l'eixam Taurid entre el 5 i l'11 de juliol i del 21 de juliol al 10 d'agost. No obstant això, a partir de febrer de 2020, no hi ha hagut informes de descobriments d'objectes.
L'any 1983, l'astrònom Zdenek Sekanina va publicar un article criticant la hipòtesi del cometa. Va assenyalar que un cos compost de material cometari, viatjant a través de l'atmosfera al llarg d'una trajectòria tan superficial, s'hauria d'haver desintegrat, mentre que el cos de Tunguska aparentment va romandre intacte a l'atmosfera inferior. Sekanina va argumentar que l'evidència apuntava a un objecte dens i rocós, probablement d'origen asteroide Aquesta hipòtesi va augmentar encara més el 2001, quan Farinella, Foschini, et al. va llançar un estudi que calcula les probabilitats basades en models orbitals extrets de les trajectòries atmosfèriques de l'objecte de Tunguska. Van concloure amb una probabilitat del 83% que l'objecte es va moure en un camí asteroide que es va originar al cinturó d'asteroides, en lloc d'un cometari (probabilitat del 17%). Els defensors de la hipòtesi del cometa han suggerit que l'objecte era un cometa extint amb un mantell pedregós que li va permetre penetrar en l'atmosfera.
La principal dificultat en la hipòtesi de l'asteroide és que un objecte pedregós hauria d'haver produït un gran cràter on va colpejar el terra, però no s'ha trobat aquest cràter. S'ha plantejat la hipòtesi que el pas de l'asteroide a través de l'atmosfera va causar pressions i temperatures que es van acumular fins a un punt on l'asteroide es va desintegrar abruptament en una gran explosió. La destrucció hauria d'haver estat tan completa que no van sobreviure restes de mida substancial, i el material dispersat a l'atmosfera superior durant l'explosió hauria causat la resplendor del cel. Els models publicats el 1993 van suggerir que el cos pedregós tindria uns 60 metres de diàmetre, amb propietats físiques en algun lloc entre una condrita ordinària i una condrita carbonàcia.
Christopher Chyba i altres han proposat un procés mitjançant el qual un meteorit pedregós podria haver exhibit el comportament de l'impacte de Tunguska. Els seus models mostren que quan les forces que s'oposen al descens d'un cos es tornen més grans que la força cohesiva que el manté unit, es desintegra i s'allibera gairebé tota la seva energia alhora. El resultat no és un cràter, amb danys distribuïts en un radi força ampli, i tot el dany resultant de l'energia tèrmica és alliberada a l'explosió.
El modelatge numèric tridimensional de l'impacte de Tunguska realitzat per Utyuzhnikov i Rudenko l'any 2008 dona suport a la hipòtesi del cometa. Segons els seus resultats, la matèria de l'estel es va dispersar a l'atmosfera, mentre que la destrucció del bosc va ser causada per l'onada de xoc.
Durant la dècada de 1990, investigadors italians, coordinats pel físic Giuseppe Longo de la Universitat de Bolonya, van extreure resina del nucli dels arbres a l'àrea d'impacte per examinar les partícules atrapades que van estar presents durant l'esdeveniment de 1908. Van trobar alts nivells de material que es troben comunament en els asteroides rocosos i poques vegades es troben als cometes
Kelly et al. (2009) sostenen que l'impacte va ser causat per un estel a causa dels albiraments de núvols noctilucents després de l'impacte, un fenomen causat per grans quantitats de vapor d'aigua a l'atmosfera superior. Van comparar el fenomen dels núvols noctilucents amb la columna d'escapament del transbordador espacial Endeavour de la NASA. El 2013, l'anàlisi de fragments de Tunguska per un equip conjunt dels Estats Units i Europa va ser consistent amb un meteorit de ferro.
L'esdeveniment de l'esdeveniment de Txeliàbinsk de febrer de 2013 va proporcionar àmplies dades perquè els científics creïn nous models per a l'esdeveniment Tunguska. Els investigadors van utilitzar dades de Tunguska i Txeliàbinsk per realitzar un estudi estadístic de més de 50 milions de combinacions de propietats de bòlids i entrades que podrien produir danys a escala de Tunguska en trencar-se o explotar a altituds similars. Alguns models es van centrar en combinacions de propietats que van crear escenaris amb efectes similars al patró de caiguda dels arbres, així com a les ones de pressió atmosfèrica i sísmica de Tunguska. Quatre models d'ordinador diferents van produir resultats similars; Van arribar a la conclusió que el candidat més probable per a l'impacte de Tunguska era un cos pedregós d'entre 50 i 80 m de diàmetre, que ingressava a l'atmosfera a aproximadament 55 000 km/h, explotava a una altitud de 10 a 14 km i alliberava energia explosiva equivalent a entre 10 i 30 megatones. Això és similar a l'equivalent d'energia d'explosió de l'erupció volcànica de 1980 de la Muntanya St. Helens. Els investigadors també van concloure que els impactadors d'aquesta mida només colpegen la Terra en una escala d'interval mitjà de mil·lennis.

#### Llac Txeko
El juny de 2007, científics de la Universitat de Bolonya van identificar un llac a la regió de Tunguska com un possible cràter d'impacte de l'esdeveniment. No discuteixen que el cos de Tunguska va explotar a l'aire, però creuen que un fragment d'uns 10 metres va sobreviure a l'explosió i va colpejar el terra. El llac Txeko és un petit llac en forma de bol, aproximadament a 8 km al nord-nord-oest de l'hipocentre.
La hipòtesi ha estat disputada per altres especialistes en cràters d'impacte. Una investigació de l'any 1961 havia descartat un origen modern del llac Txeko, dient que la presència de dipòsits de llim d'un metre de gruix al llit del llac suggereix una edat d'almenys 5000 anys, però investigacions més recents suggereixen que només un metre més o menys de la capa de sediment al llit del llac hi ha "sedimentació lacustre normal", una profunditat consistent amb una edat d'aproximadament 100 anys. Els sondejos acústics del fons del llac recolzen la hipòtesi que el llac va ser format per l'esdeveniment Tunguska, ja que van revelar una forma cònica per al llit del llac, que és consistent amb un cràter d'impacte. Les lectures magnètiques indiquen un possible tros de roca de la mida d'un metre sota el punt més profund del llac que pot ser un fragment del cos en col·lisió. Finalment, l'eix llarg del llac apunta a l'hipocentre de l'explosió de Tunguska, a uns 7 km de distància. Encara s'està treballant al llac Txeko per determinar els seus orígens.
Els punts principals de l'estudi són que:
| « | Txeko, un petit llac ubicat a Sibèria prop de l'epicentre [sic] de l'explosió de Tunguska de 1908, podria omplir un cràter deixat per l'impacte d'un fragment d'un cos còsmic. Els nuclis de sediments del fons del llac van ser estudiats per sostenir o rebutjar aquesta hipòtesi. Un nucli de 175 centímetres de llarg, recollit a prop del centre del llac, consisteix en una c superior. Seqüència d'1 metre de gruix de dipòsits lacustres superposats de material caòtic més gruixut. 210Pb i 137Cs indiquen que la transició de la seqüència inferior a la superior es va produir a prop del moment de l'esdeveniment de Tunguska. L'anàlisi de pol·len revela que les restes de plantes aquàtiques són abundants a la seqüència superior posterior a 1908, però estan absents a la porció inferior del nucli anterior a 1908. Aquests resultats, incloses les dades orgàniques de C, N δ13C suggereixen que el llac Cheko es va formar en el moment de l'esdeveniment Tunguska. | » |

El 2017, una nova investigació realitzada per científics russos va assenyalar un rebuig de la teoria que el llac Txeko va ser creat per l'esdeveniment Tunguska. Van utilitzar la investigació del sòl per demostrar que el llac té 280 anys o fins i tot molt més; en qualsevol cas clarament més antic que l'esdeveniment Tunguska.

### Hipòtesis geofísiques
Tot i que el consens científic és que l'explosió de Tunguska va ser causada per l'impacte d'un petit asteroide, hi ha alguns dissidents. L'astrofísic Wolfgang Kundt va proposar que l'esdeveniment de Tunguska va ser causat per l'alliberament i posterior explosió de 10 milions de tones de gas natural des de l'interior de l'escorça terrestre. La idea bàsica és que el gas natural es va filtrar de l'escorça i després es va elevar a la seva altura d'igual densitat a l'atmosfera; a partir d'aquí, es va desplaçar a favor del vent, en una mena de metxa, que finalment va trobar una font d'ignició com un llamp. Quan es va encendre el gas, el foc es va estendre al llarg de la metxa, i després fins a la font de la fuita a terra, de manera que va haver-hi una explosió.
La hipòtesi similar de l'erupció de Verne (per Jules Verne i el seu De la Terra a la Lluna) també s'ha proposat com una possible causa de l'esdeveniment de Tunguska. Una altra investigació ha donat suport a un mecanisme geofísic per a l'esdeveniment.

### Hipòtesi: cos de ferro
Basant-se en els assaigs explicatius existents, l'equip de la Royal Astronomical Society va combinar tres de les explicacions formulades actualment aplicant un model matemàtic. Així la hipòtesi plantejada pels investigadors russos els anys 1970, és a dir, que el bòlid fos una massa de gel, va ser senzilla de descartar a causa de la calor generada per la velocitat requerida (en funció de la trajectòria del cos), i aquest s'hauria fos completament abans d'assolir la distància que les observacions assenyalen que va cobrir.
L'explicació assajada assenyalant el meteorit com a objecte rocós tampoc va resultar satisfactòria en virtut que quan aquest ingressa l'aire i a través de petites fractures a l'escorça, ocasiona una acumulació de pressió en mèrit a l'alta velocitat de la travessia estel·lar. Un cop rebutjades les explicacions precedents, cobra força la teoria que l'objecte celeste fos un asteroide de ferro, molt més resistents a la fragmentació que els rocosos.
L'explicació del fenomen de Tunguska com a cos de ferro troba justificació en evidències objectives que l'equip de recerca va considerar en el moment d'elaborar aquesta hipòtesi. Així, la manca de cràter de l'impacte, en mèrit que el meteorit sobrevolaria l'epicentre de l'explosió, però sense arribar a tenir contacte amb la superfície terrestre. O l'absència de restes de metàl·lics que donarien compte de l'altíssima velocitat de trajectòria i l'elevada temperatura d'aquest. Aquesta interpretació de l'esdeveniment celeste també explica els efectes òptics vinculats al dens núvol de pols en els estrats més alts de l'atmosfera d'Europa, que van originar una lluminositat intensa al cel nocturn.
Els homes de ciència plantegen en les seves conclusions, doncs, que es tractaria d'un meteorit de ferro, amb un diàmetre entre 100 i 200 metres, una velocitat de trànsit no menor a 11,2 quilòmetres per segon ni una altitud menor a 11 quilòmetres. La distància recorreguda oscil·laria cap a uns 3000 quilòmetres a través de l'atmosfera.

##### Limitacions a la hipòtesi
L'equip de la Royal Astronomical Society reporta que la seva investigació, encara que versemblant, presenta algunes limitacions que confien es resoldran en el futur. Si bé no es va aprofundir en el problema de la formació d'una ona de xoc, les comparacions amb el meteorit de Txeliàbinsk proveeixen elements per pensar en un esdeveniment similar a Tunguska. L'explicació que el meteorit fos un gran cos de ferro travessant l'atmosfera haurà de ser debatuda per la comunitat científica. No obstant això, l'aportació a les ciències celestes, pot ser que faci llum al misteri que porta més d'un segle d'estudis i qüestionaments.

## Altres esdeveniments semblants
El bòlid de Tunguska no és l'únic exemple d'un cas d'explosió enorme no observat. Per exemple, l'esdeveniment del riu Curuçà de 1930 al Brasil podria ser degut a una explosió d'un superbòlid que no va deixar evidència clara d'un cràter d'impacte. Els desenvolupaments moderns en la detecció d'infrasons per l'Organització del Tractat de Prohibició Completa dels Assajos Nuclears i el Programa de Suport a la Defensa han reduït la probabilitat de ràfegues d'aire no detectades.
El 15 de febrer de 2013 es va produir una explosió d'aire més petita en una àrea poblada, a Txeliàbinsk, al districte dels Urals, a Rússia. Es va determinar que el meteoroide en explosió era un asteroide que mesurava uns 17-20 metres de diàmetre, amb una massa inicial estimada de 11000 tones i que va explotar amb un alliberament d'energia d'aproximadament 500 quilotones. L'esclat d'aire va provocar més de 1200 ferits, principalment per vidres trencats que van caure de les finestres destrossades per la seva ona expansiva.

## A la ficció
A la ficció, apareixen moltes explicacions alternatives per a l'esdeveniment. La idea que va ser causada per una nau espacial alienígena és popular que va guanyar protagonisme després de la publicació del relat breu de 1946 "Explosió"per part de l'escriptor de ciència-ficció rus Aleksandr Kazàntsev. i altres obres posteriors seves. En ells, expressava la versió que el meteorit era en realitat una nau alienígena que va explotar en aterrar. Kazàntsev va assenyalar les similituds entre l'explosió nuclear a Hiroshima i l'explosió d'un meteorit, que, al seu parer, testimoniava a favor de la naturalesa artificial d'aquest cos. Fins ara, però, no s'ha trobat cap evidència d'un accident OVNI. La idea que la causa era l'impacte d'un Forat negre microscòpic també ha aparegut.